# Johann Friedrich Rohner
Johann Friedrich Rohner (* 25. Oktober 1782 in Freienwil, Kanton Aargau; † 27. Februar 1863 in Hausen, Gemeinde Lengnau) war ein Schweizer Lehrer und Pfarrer.

## Leben und Werk
Rohner war ein Sohn eines Landwirtes und besuchte die Schulen in Freienwil und Baden. Von 1794 bis 1798 absolvierte Rohner die Klosterschule in Sion. Ab 1798 war er Novize in der Benediktinerabtei des Klosters St. Blasien und wurde in Philosophie und Theologie unterrichtet. 1802 trat Rohner aus dem Kloster aus, um sich bis 1804 in Augsburg bei den Exjesuiten von Sankt Salvator in Kirchenrecht und Moral weiterzubilden.
Anschliessend war Rohner in Augsburg als Hauslehrer tätig. Von 1805 bis 1806 bereitete er sich in Konstanz, wo er Ignaz Heinrich von Wessenberg kennen lernte, auf die am 1. Juni 1806 empfangene Priesterweihe vor. Rohner wurde Ende 1807 als Kaplan und Lehrer an der oberen Elementarschule nach Villmergen gewählt, und ab 1818 war er Inhaber der «Mandacherschen» Kaplanei und Sekundarlehrer in Laufenburg.
1820 übertrug man Rohner das Rektorat der Sekundar- und der übrigen Schulen der Stadt Baden. 1827 wurde er zum Pfarrer von Kirchdorf gewählt, und im selben Jahr bestellte ihn das Landkapitel Regensberg zu seinem Sekretär und Kammerer. Im Juli 1830 übernahm Rohner als Dekan die Leitung des Kapitels, und im September darauf ernannte ihn Papst Pius VIII. auf Empfehlung von Bischof Joseph Anton Salzmann zu einem der beiden ersten nicht residierenden aargauischen Domherren des 1828 reorganisierten Bistums Basel. In seinem Landkapitel förderte Rohner als Dekan die Pastoralkonferenzen und die Priesterexerzitien sowie Lesezirkel. 1835 wurde Rohner vom Obergericht des Amtes enthoben.
Als Pfarrer bemühte sich Rohner um Reformen und um die Ausgestaltung des Gottesdienstes und die würdige Ausstattung seines Gotteshauses sowie um Reformen im Schulwesen. Rohner war der Onkel von Johann Kaspar Rohner.